# Kau (Vettelschoß)
Kau (zumeist „die Kau“) ist ein Ortsteil der Ortsgemeinde Vettelschoß im rheinland-pfälzischen Landkreis Neuwied.

## Geographie
Die Kau schließt sich südlich an das Ortszentrum von Vettelschoß an, zu dessen geschlossener Ortschaft es gehört. Der Umfang des Ortsteils wird in etwa durch den einen Halbkreis beschreibenden Kauer Ring begrenzt. Naturräumlich lässt sich die Kau noch dem Rheinwesterwälder Vulkanrücken zurechnen, befindet sich aber auf dessen nach Norden zur Asbacher Hochfläche abfallendem Randbereich und umfasst dabei Höhenlagen zwischen 315 und 335 m ü. NHN. Westlich der Kau verläuft die Kreisstraße 19, die nach Norden zum Vettelschosser Ortszentrum und nach Westen zur Landesstraße 254 (Notscheid–Kretzhaus) führt.

## Geschichte
Für den Ortsnamen Kau oder die ihm zugrundeliegenden Flurbezeichnungen „In der Kau“ bzw. „In/Aus der Kauen“ wurde eine Deutung als „Lagerstätte des Wilds“ vorgeschlagen. Zu den ersten namentlich bekannten Bewohnern gehörte eine spätestens ab 1732 hier nachweisbare Familie Metternich. Im Rahmen von Volkszählungen im ersten Drittel des 19. Jahrhunderts war die Kau gemeinsam mit dem entfernt gelegenen Seiferhof verzeichnet, 1817 mit 25 und 1828 mit 37 Einwohnern. 1843 umfasste die als Weiler ausgewiesene Kau vier Wohn- und drei Wirtschaftsgebäude mit 19 Einwohnern. Bei der 1850 abgeschlossenen topographischen Uraufnahme ist im Westen des heutigen Ortsteils ein Kauhof eingetragen.
Die Wasserversorgung der Kau wurde lange durch zwei innerhalb und in Ortsnähe gelegene Brunnen bestritten, deren Vorhandensein 1900 zur Ablehnung einer eigenen Wasserleitung für den Ortsteil führte. Von wirtschaftlicher Bedeutung für die Ortschaft war Anfang des 20. Jahrhunderts, besonders zwischen 1910 und 1935, die Schürfung von Quarzit in einigen umliegenden Gruben. Die geringe Ergiebigkeit der Lagerstätten ging mit einer mangelnden Rentabilität des Abbaus einher, die teilweise zur Zahlungsunfähigkeit betroffener Unternehmen führte.
In der Nachkriegszeit dehnte sich die Ortschaft durch die Entstehung zahlreicher neuer Einfamilienhäuser nach Osten bis zur ehemaligen Bahnstrecke Linz–Flammersfeld (1966 eingestellt) aus.
Einwohnerentwicklung
| Jahr | Einwohner |
| ---- | --------- |
| 1843 | 19        |
| 1885 | 25        |
| 1987 | 31        |